# マーベル・チームアップ
『マーベル・チームアップ』（Marvel Team-Up）は、マーベル・コミックから出版されたアメリカンコミックのシリーズ。このシリーズは1つのストーリーに2人以上のマーベル・キャラクターを特集した。オリジナルシリーズは1972年3月から1985年2月までに合計150号発行された。シリーズの大部分でスパイダーマンが特集された。シリーズ中断後は『Web of Spider-Man』にタイトルが変更された。
2番目のシリーズは1997年9月から1998年7月まで12号発行され、はじめはスパイダーマンを特集し、8号からはサブマリナーをメインとした。
『Spider-Man Team-Up』と題されたクォーターシリーズは、1995年から1997年までの間、オリジナルタイトルと似たり寄ったりの趣旨で刊行された。
ロバート・キークマンによって書かれた3番目の『Marvel Team-Up』シリーズは、2005年1月に始まり、頻繁にスパイダーマンを特集した。この巻はしばしば出番が減ったあまり知られていないマーベルキャラクターを再登場させた。

## 出版

### メインシリーズ
- Marvel Team-Up（vol. 1） #1-150 （1972年5月 - 1985年2月）
- Marvel Team-Up Annual #1-7 (1976年・1979年 - 1984年)
- Marvel Team-Up（vol. 2） #1-11 (1997年9月 - 1998年7月)
- Marvel Team-Up（vol. 2） #1-25 (2005年1月 - 2006年)

### アルティメットシリーズ
- Ultimate Marvel Team-Up #1-16 (2001年4月 - 2002年7月)
- Ultimate Spider-Man Super Special

### リプリント・その他
- Official Marvel Index to Marvel Team-Up #1-7 (1976年・1979年 - 1984年)
- Spider-Man Team-Up #1-7
- Essential Marvel Team-Up Volume 1 (2002年5月)
- Essential Marvel Team-Up Volume 2 (2006年)
- Marvel Age Spider-Man Team-Up #1-5 (2004年11月 - 2005年4月)

## ゲストキャラクター一覧

### マーベル・チームアップ (第1期、1972年-1985年)
| 号  | キャラクター | 号   | キャラクター                                                                                     | 号   | キャラクター |
| --- | --- | ---- | ------------------------------------------------------------------------------------------------ | ---- | --- |
| #1  | スパイダーマン&ヒューマン・トーチ vs サンドマン                                                                              | #51  | スパイダーマン&アイアンマン vs レイス（初代）                                                    | #101 | スパイダーマン&ナイトホーク |
| #2  | スパイダーマン&ヒューマン・トーチ vs フライトフルフォー (サンドマン、トラップスター、ウィザード)&アニヒラス                  | #52  | スパイダーマン&キャプテン・アメリカ vs バトロック                                                | #102 | スパイダーマン&ドク・サムソン vs ライノ                                                                                         |
| #3  | スパイダーマン&ヒューマン・トーチ vs モービウス・ザ・リヴィング・ヴァンパイア&Bert Tracker                                   | #53  | スパイダーマン& ハルク                                                                           | #103 | スパイダーマン& アントマン (スコット・ラング) vs タスクマスター                                                                 |
| #4  | スパイダーマン& エンジェル、サイクロプス、アイスマン、ジーン・グレイ vs モービウス・ザ・リヴィング・ヴァンパイア             | #54  | スパイダーマン& ハルク                                                                           | #104 | ハルク &カイ・ザー vs MODOK |
| #5  | スパイダーマン& ヴィジョン（初代） vs パペットマスター&Ballox the Monstroid                                                  | #55  | スパイダーマン& アダム・ウォーロック vs ストレンジャー                                           | #105 | ハルク、パワーマン、アイアンフィスト                                                                                            |
| #6  | スパイダーマン& シングvs パペットマスター&マッド・シンカー                                                                   | #56  | スパイダーマン& デアデビル vs ブリザード(初代)&エレクトロ                                        | #106 | スパイダーマン&キャプテン・アメリカ vs スコーピオン                                                                             |
| #7  | スパイダーマン& マイティ・ソー vs Kryllk the Cruel                                                                           | #57  | スパイダーマン& ブラック・ウィドウ (ナタリア・ロマノヴァ) vs シルバー・サムライ                  | #107 | スパイダーマン& シーハルク vs マン・キラー                                                                                      |
| #8  | スパイダーマン&Cat vs マン・キラー&A.I.M.                                                                                    | #58  | スパイダーマン&ゴーストライダー vs トラップスター                                                | #108 | スパイダーマン&パラディン vs Thermo                                                                                             |
| #9  | スパイダーマン&アイアンマン vs Zarrko the Tomorrow Man&カーン                                                                | #59  | スパイダーマン&イエロージャケット&ワスプ vs エクィノックス                                       | #109 | スパイダーマン、パラディン&ダズラー vsThermo                                                                                    |
| #10 | スパイダーマン&ヒューマン・トーチ vs Zarrko the Tomorrow Man&カーン                                                          | #60  | スパイダーマン&ワスプ vs エクィノックス                                                          | #110 | スパイダーマン& アイアンマン vs マグマ (Jonathan Darque)                                                                        |
| #11 | スパイダーマン&インヒューマンズ (ブラックボルト、ゴーゴン、カーナック、トリトン) vs Zarrko the Tomorrow Man&カーン           | #61  | スパイダーマン&ヒューマン・トーチ vs スーパー・スクラル                                          | #111 | スパイダーマン、ディフェンダーズ、デビル・スレイヤー vs スパイダー・ゴッド                                                      |
| #12 | スパイダーマン&ワーウルフ・バイ・ナイトvs ムーンダーク                                                                       | #62  | スパイダーマン&ミス・マーベル vs スーパー・スクラル                                              | #112 | スパイダーマン&キング・カル vs Ju-Lak                                                                                           |
| #13 | スパイダーマン&キャプテン・アメリカ vs グレイ・ガーゴイル&A.I.M.                                                             | #63  | スパイダーマン&アイアンフィスト vs スティール・サーパント                                        | #113 | スパイダーマン&クエーサー vs ライトマスター                                                                                     |
| #14 | スパイダーマン& サブマリナー vs タイガー・シャーク、レミュエル・ドーカス、アクアノイド達                                     | #64  | スパイダーマン&ドーターズ・オブ・ドラゴン vs スティール・サーパント                              | #114 | スパイダーマン&ファルコン vs ストーンフェイス&Young Watchers                                                                    |
| #15 | スパイダーマン&ゴーストライダー vs オーブ                                                                                    | #65  | スパイダーマン&キャプテン・ブリテン                                                              | #115 | スパイダーマン&マイティ・ソー vs マインド・ベンダー                                                                             |
| #16 | スパイダーマン&en vs バジリスク(初代)                                                                                        | #66  | スパイダーマン&キャプテン・ブリテンvs アーケード                                                 | #116 | スパイダーマン&ヴァルキリー |
| #17 | スパイダーマン&ミスター・ファンタスティック vs モールマン&バジリスク(初代)                                                   | #67  | スパイダーマン&ティグラ vs クレイヴン・ザ・ハンター                                              | #117 | スパイダーマン&ウルヴァリン vs メンタロ                                                                                         |
| #18 | ヒューマン・トーチ&ハルク vs ブラスター、Paxton Pentecost、Ferguson Blaine                                                   | #68  | スパイダーマン&マンシング vs D'Spayre                                                            | #118 | スパイダーマン&プロフェッサーX vs メンタロ                                                                                      |
| #19 | スパイダーマン&カイ・ザー vs Stegron                                                                                         | #69  | スパイダーマン&ハヴォック vs リヴィング・ファラオ                                                | #119 | スパイダーマン&ガーゴイル(2代目)                                                                                                |
| #20 | スパイダーマン&ブラックパンサー vs Stegron                                                                                   | #70  | スパイダーマン&マイティ・ソー vs リヴィング・モノリス                                            | #120 | スパイダーマン&ドミニク・フォーチュン vs ターナー・D・センチュリー                                                              |
| #21 | スパイダーマン&ドクター・ストレンジ vs ザンドゥー                                                                            | #71  | スパイダーマン&ファルコン vs プラントマン                                                        | #121 | スパイダーマン&ヒューマン・トーチ vs スピード・デーモン                                                                         |
| #22 | スパイダーマン&ホークアイ vs Quasimodo                                                                                       | #72  | スパイダーマン&アイアンマンvs ウィップラッシュ                                                   | #122 | スパイダーマン&マンシング vs イアン・フェイト                                                                                   |
| #23 | ヒューマン・トーチ&アイスマン (マーベル・コミック) vs エクィノックス(スパイダーマンのカメオ出演あり)                         | #73  | スパイダーマン&デアデビル vs オウル                                                              | #123 | スパイダーマン&デアデビル vs Solarr                                                                                             |
| #24 | スパイダーマン&ブラザー・ブードゥー vs Moondog the Malicious                                                                 | #74  | スパイダーマン&キャスト・オブ・サタデー・ナイト・ライブ vs シルバー・サムライ                    | #124 | スパイダーマン& ビースト vs プロフェッサー・パワー                                                                              |
| #25 | スパイダーマン&デアデビル vs Ani-Men I                                                                                       | #75  | スパイダーマン&パワーマン vs Rat Pack/Arson Gang                                                 | #125 | スパイダーマン&ティグラ vs Zabo                                                                                                 |
| #26 | ヒューマン・トーチ&マイティ・ソーvs サブテラニアのラバ・メン（Lava Men of Subterranea）                                      | #76  | スパイダーマン&ドクター・ストレンジ                                                              | #126 | スパイダーマン&ハルク/パワーマン&ソン・オブ・サタン                                                                             |
| #27 | スパイダーマン&ハルク vs カメレオン                                                                                          | #77  | スパイダーマン&ミス・マーベル vs シルバー・ダガー                                                | #127 | スパイダーマン&ザ・ウォッチャー                                                                                                 |
| #28 | スパイダーマン&ハーキュリース vs ザ・シティ・スティーラーズ（the City Stealers）                                             | #78  | スパイダーマン&ワンダーマン vs グリフィン                                                        | #128 | スパイダーマン&キャプテン・アメリカ vs Vermin                                                                                   |
| #29 | ヒューマン・トーチ&アイアンマン vs Infinitus                                                                                 | #79  | スパイダーマン&メリー・ジェーン・ワトソン(レッド・ソーニャ名義) vs クラン・ガス                  | #129 | スパイダーマン& ヴィジョン(初代) vs マッド・シンカーのロボット                                                                  |
| #30 | スパイダーマン&ファルコンvs ミダス(2代目)                                                                                    | #80  | スパイダーマン&ドクター・ストレンジ&クレア・ストレンジ                                           | #130 | スパイダーマン&スカーレット・ウィッチ vs ネクロダマス（Necrodamus）                                                             |
| #31 | スパイダーマン&アイアンフィスト vs Drom                                                                                      | #81  | スパイダーマン、サターナ、クレア・ストレンジ vs バジリスク&ドクター・ストレンジ(狼男モード)      | #131 | スパイダーマン&フロッグマン vs ホワイト・ラビット                                                                               |
| #32 | ヒューマン・トーチ&ソン・オブ・サタン vs Dryminextes                                                                         | #82  | スパイダーマン&ブラック・ウィドウ (ナタリア・ロマノヴァ) vs S.H.I.E.L.D.                         | #132 | スパイダーマン&リード・リチャーズ vs Every-Man                                                                                  |
| #33 | スパイダーマン&ナイトホーク vs メテオマン（Meteor Man）&Jeremiah                                                             | #83  | スパイダーマン&ニック・フューリー vs ブーメラン、シルバー・サムライ、ヴァイパー（2代目）         | #133 | スパイダーマン&ファンタスティック・フォー vs ドクター・フォースタス                                                             |
| #34 | スパイダーマン&ヴァルキリー vs メテオマン&Jeremiah                                                                           | #84  | スパイダーマン&シャン・チー vs ブーメラン&シルバー・サムライ                                     | #134 | スパイダーマン&ジャック・オブ・ハート vs S.H.I.E.L.D.                                                                           |
| #35 | ヒューマン・トーチ&ドクター・ストレンジ vs Jeremiah&Oruthu                                                                   | #85  | スパイダーマン、ニック・フューリー、シャン・チー、ブラック・ウィドウ(初代) vs シルバー・サムライ | #135 | スパイダーマン&キティ・プライド vs モーロック                                                                                   |
| #36 | スパイダーマン&フランケンシュタインの怪物 vs Ludwig von Shtupf                                                               | #86  | スパイダーマン&ガーディアンズ・オブ・ザ・ギャラクシー I vs Hammer and Anvil                      | #136 | スパイダーマン&ワンダーマン vs Mauler                                                                                           |
| #37 | スパイダーマン&マンウルフ vs Ludwig von Shtupf                                                                               | #87  | スパイダーマン&ブラックパンサー vs ヘルレイザー                                                  | #137 | メイおばさん&フランクリン・リチャーズ vs ギャラクタス (スパイダーマンおよびファンタスティックフォーのカメオ出演あり)            |
| #38 | スパイダーマン&ビースト vs グリフィン                                                                                        | #88  | スパイダーマン&インヴィジブル・ガール                                                            | #138 | スパイダーマン&サンドマンvs エンフォーサーズ                                                                                    |
| #39 | スパイダーマン&ヒューマン・トーチ vs ジャニス・フォズウェル、クライムマスター(2代目)、ファンシー・ダン、モンタナ、サンドマン | #89  | スパイダーマン&ナイトクローラー vs Cutthroat                                                     | #139 | スパイダーマン& ニック・フューリー vs ドレッドノート                                                                            |
| #40 | スパイダーマン&Sons of the Tiger vs ジャニス・フォズウェル、クライムマスター(2代目)、ファンシー・ダン、モンタナ、サンドマン  | #90  | スパイダーマン&ビースト vs キラー・シュライク&モジュラーマン                                     | #140 | スパイダーマン、ブラック・ウィドウ(初代)&デアデビルvs The Gang                                                                  |
| #41 | スパイダーマン&スカーレット・ウィッチ vs Cotton Mather& ウィッチスレイヤー（Witchslayer）                                    | #91  | スパイダーマン&ゴーストライダー vs ソウル・スティーラー（Soul-Stealer）                          | #141 | スパイダーマン、デアデビル、ブラック・ウィドウ vs The Gang                                                                      |
| #42 | スパイダーマン&ヴィジョン（初代） vs Cotton Mather&ダークライダー                                                            | #92  | スパイダーマン& ホークアイ vs Mister Fear                                                        | #142 | スパイダーマン& キャプテン・マーベル(2代目)                                                                                     |
| #43 | スパイダーマン&ドクター・ドゥーム vsダーク・ライダー                                                                         | #93  | スパイダーマン&ワーウルフ・バイナイト vs Dansen Macabre&タターデマリオン                         | #143 | スパイダーマン&スターフォックス vs ウィル・キラー（Will-Killer）                                                                |
| #44 | スパイダーマン&ムーンドラゴン vs ダーク・ライダー                                                                            | #94  | スパイダーマン&シュラウド vs Dansen Macabre                                                      | #144 | スパイダーマン&ムーンナイト vs ホワイトドラゴン                                                                                 |
| #45 | スパイダーマン&キルレイブン vs 火星人                                                                                        | #95  | スパイダーマン&モッキングバード vs S.H.I.E.L.D.                                                  | #145 | スパイダーマン&アイアンマン vs ブラックラッシュ                                                                                 |
| #46 | スパイダーマン&デスロック | #96  | スパイダーマン&ハワード・ザ・ダック vs Status Quo                                                | #146 | スパイダーマン& ノーマッド vs タスクマスター & ブラックアボット（Black Abbot）                                                  |
| #47 | スパイダーマン&シング vs バジリスク(2代目)                                                                                   | #97  | ハルク&スパイダーウーマン vs Dr. W. Lee Benway                                                   | #147 | スパイダーマン&ヒューマン・トーチ vs ブラックアボット（Black Abbot）                                                            |
| #48 | スパイダーマン&アイアンマンvs レイス(初代)                                                                                   | #98  | スパイダーマン& ブラック・ウィドウ(初代) vsオウル                                                | #148 | スパイダーマン&マイティ・ソーvs ブラックアボット（Black Abbot）                                                                 |
| #49 | スパイダーマン&アイアンマン vsレイス(初代) I                                                                                 | #99  | スパイダーマン& マシンマン vs バロン・ブリムストーン&サンドマン                                  | #149 | スパイダーマン&キャノンボール vs Incandescent Man                                                                               |
| #50 | スパイダーマン&ドクター・ストレンジ vs レイス(初代)                                                                          | #100 | スパイダーマン&ファンタスティック・フォー vs カルマ                                              | #150 | スパイダーマン&X-メン (コロッサス、ナイトクローラー、ローグ、レイチェル・サマーズ) vs ジャガーノート&ブラック・トム・キャシディ |

#### 年間誌
| 号 | キャラクター                                                                   |
| -- | ------------------------------------------------------------------------------ |
| #1 | X-メン                                                                         |
| #2 | ハルク                                                                         |
| #3 | ハルク、パワーマン、キャラクター、マシンマン、(スパイダーマンのカメオ出演あり) |
| #4 | ムーンナイト、アイアンフィスト、パワーマン、デアデビル                         |
| #5 | シング、スカーレット・ウィッチ、ドクター・ストレンジ、クエーサー               |
| #6 | クローク&ダガー、ニューミュータンツ                                            |
| #7 | アルファフライト                                                               |

### スパイダーマン・チームアップ
| 号 | メインキャラクター               | その他のキャラクター | ヴィラン |
| -- | -------------------------------- | --- | --- |
| #1 | スパイダーマン                   | X-メン (エンジェル、ビースト、サイクロプス、ジーン・グレイ、サイロック)                                                                                                 | ヘルファイアクラブのホワイトナイト |
| #2 | スパイダーマン（ベン・ライリー） | シルバーサーファー | ティンカー、Quasimodo、サノス |
| #3 | スパイダーマン（ベン・ライリー） | ファンタスティック・フォー | Rasheed Ven Garmchee |
| #4 | スパイダーマン（ベン・ライリー） | アベンジャーズ (ホークアイ、ブラックウィドウ、スカーレット・ウィッチ、アイアンマン、ジャイアントマン、ワスプ、ソー、キャプテン・アメリカ、クイックシルバー、クリスタル) | スパイダーマンロボット |
| #5 | スパイダーマン（ベン・ライリー） | ガンビット&ハワード・ザ・ダック | サーカス・オブ・クライム(リングマスター、クラウン（Clown）、 グレート・ガンボノス、ヒューマン・キャノンボール、プリンセス・パイソン)、トゥームストーン |
| #6 | スパイダーマン                   | ハルク、ドクター・ストレンジ、Aquarian、ドラキュラ | TBA |
| #7 | スパイダーマン                   | サンダーボルツ(アトラス、テクノ、マッハ-1、メテオライト、ソングバード (キャラクター))                                                                                   | エンクレイブ (Carlo Zota、Wladyslav Shinski、Maris Morlak、Unnamed Android)                                                                            |

### マーベル・チームアップ (第2期、1997年)
| 号  | メインキャラクター | その他のキャラクター                           | ヴィラン                        |
| --- | ------------------ | ---------------------------------------------- | ------------------------------- |
| #1  | スパイダーマン     | ジェネレーションX (チャンバー、ハスク、スキン) | Blare、Major Love               |
| #2  | スパイダーマン     | ハーキュリーズ                                 | ドクター・ゼウス（Doctor Zeus） |
| #3  | スパイダーマン     | サンドマン                                     | フラッグ・スマッシャー          |
| #4  | スパイダーマン     | マンシング                                     | Authority                       |
| #5  | スパイダーマン     | ザ・ウォッチャー                               | Authority                       |
| #6  | スパイダーマン     | サブマリナー                                   | レッキングクルー                |
| #7  | スパイダーマン     | ブレイド                                       | Henry Sage                      |
| #8  | サブマリナー       | ドクター・ストレンジ                           | TBA                             |
| #9  | サブマリナー       | キャプテン・アメリカ                           | TBA                             |
| #10 | サブマリナー       | シング                                         | TBA                             |
| #11 | サブマリナー       | アイアンマン                                   | レッキングクルー                |

### マーベル・チームアップ (第3期、2005年)
| 号  | キャラクター | 収録                                          |
| --- | --- | --------------------------------------------- |
| #1  | スパイダーマン&ウルヴァリン vs ポール・パターソン | The Golden Child Part 1 (of 6)                |
| #2  | スパイダーマン&ウルヴァリン vs ポール・パターソン | The Golden Child Part 2 (of 6)                |
| #3  | ドクター・ストレンジ&ファンタスティック・フォー vs アイアンマニアック | The Golden Child Part 3 (of 6)                |
| #4  | ハルク&アイアンマン vs アイアンマニアック | The Golden Child Part 4 (of 6)                |
| #5  | スパイダーマン&X-23 vs カーディアック、アイアンマニアック、タイタナスTitannus | The Golden Child Part 5 (of 6)                |
| #6  | スパイダーマン、ブラック・ウィドウ, キャプテン・アメリカ、X-23 vs アイアンマニアック、タイタナス | The Golden Child Part 6 (of 6)                |
| #7  | ムーンナイト&スパイダーマン vs コンストリクター、リングマスター | Master of the Ring Part 1 (of 6)              |
| #8  | ブレイド、パニッシャー、サンファイア vs タイタナス | Master of the Ring Part 2 (of 6)              |
| #9  | デアデビル、ブレイド、ルーク・ケイジ、スパイダーマン、スリープウォーカー、ブラックキャット、サンファイア vs Stilt-Man(2代目)&タイタナス | Master of the Ring Parts 3 and 4 (of 6)       |
| #10 | デアデビル、ムーンナイト、スパイダーマン、スリープウォーカー、パニッシャー、ウルヴァリン、キャプテン・アメリカ vs リングマスター&タイタナス | Master of the Ring Parts 5 and 6 (of 6)       |
| #11 | ドクター・ストレンジ、ハルク、ノヴァ、ウルヴァリン、シーハルク、スパイダーマン、ミス・マーベル vs ライノ&タイタナス | Titannus War Part 1 (of 3)                    |
| #12 | ドクター・ストレンジ、ハルク、シーハルク、ノヴァ、ウルヴァリン、スパイダーマン、ミス・マーベル vs タイタナス | Titannus War Part 2 (of 3)                    |
| #13 | ドクター・ストレンジ、ハルク、ミス・マーベル、ノヴァ、シーハルク、スパイダーマン、ウルヴァリン vs タイタナス | Titannus War Part 3 (of 3)                    |
| #14 | スパイダーマン&インビンシブル | Invincible                                    |
| #15 | アラーニャ、ダガー、ダークホーク、グラヴィティ、スリープウォーカー、スピードボール、テラー、X-23 vs クロノック（Chronok） | League of Losers Part 1 (of 4)                |
| #16 | ダガー、ダークホーク、グラヴィティ、スリープウォーカー、スピードボール、テラー、X-23、アラーニャvs クロノック | League of Losers Part 2 (of 4)                |
| #17 | ダガー、ダークホーク、グラヴィティ、ミュータント2099、スリープウォーカー、スピードボール、テラー、X-23、アラーニャ、リード・リチャーズ vs クロノック&フィン・ファン・フォーム（アース2992） | League of Losers Part 3 (of 4)                |
| #18 | ダガー、ダークホーク、グラヴィティ、ミュータント2099、スリープウォーカー、スピードボール、テラー、X-23、アラーニャ、リード・リチャーズ vs クロノック | League of Losers Part 4 (of 4)                |
| #19 | ケーブル、ウルヴァリン、ジュビリー | 1991 (Freedom Ringの前日譚)                   |
| #20 | キャプテン・アメリカ&フリーダムリング | Freedom Ring Part 1 (of 5)                    |
| #21 | フリーダムリング&スパイダーマン | Freedom Ring Part 2 (of 5)                    |
| #22 | キャプテン・アメリ、スパイダーマン、ルーク・ケイジ、クルセイダー（2代目） vs アイアン・マニアック | Freedom Ring Part 3 (of 5)                    |
| #23 | フリーダムリング、スパイダーマン、ウルヴァリン、クルセイダー(2代目) vs アイアン・マニアック | Freedom Ring Part 4 of 5 (Freedom Ringの幕間) |
| #24 | フリーダムリング、スパイダーマン、ウルヴァリン、キャプテン・アメリカ、ルーク・ケイジ、スパイダーウーマン、クルセイダー(2代目) vs アイアン・マニアック | Freedom Ring Part 5 (of 5)                    |
| #25 | ダガー、ダークホーク、グラヴィティ、スリープウォーカー、スピードボール、テラー、X-23、アラーニャ、ミュータント2099、リード・リチャーズ、スパイダーマン、ウルヴァリン、ドクター・ストレンジ、キャプテン・アメリカ、ルーク・ケイジ、シーハルク、ミス・マーベル、クルセイダー(2代目) vs タイタナス | Titannus Lives!                               |